# Portage Bay
Portage Bay est un bras du Lac Union situé dans la ville américaine de Seattle. Cette baie fait partie du canal reliant le Puget Sound au Lac Washington.
Le nom de la baie tire son origine dans le portage qui était de mise avant la création du canal pour transporter les marchandises. Le pont de Seattle University Bridge (en) qui lie le quartier d'Eastlake au quartier de l'université de Washington traverse la baie.